# Nikephoros Kontostephanos
Nikephoros Kontostephanos (mittelgriechisch Νικηφόρος Κοντοστέφανος; † nach 1216) war ein  byzantinischer Dux und mutmaßlicher Separatist in Kleinasien nach dem Fall Konstantinopels im Vierten Kreuzzug.

## Leben
Über die Person des Nikephoros gibt es nur wenige gesicherte Fakten, ebenso über seine Herkunft innerhalb der einflussreichen Familie der Kontostephanoi. Den Akten des Johannesklosters auf der Insel Patmos zufolge war er mit Kaiser Alexios III. (1195–1203) versippt; höchstwahrscheinlich war er ein Bruder des Andronikos Kontostephanos, des früh verstorbenen ersten Ehemanns von Alexios’ III. ältester Tochter Irene. Von Alexios III. wurde er 1197 als Dux von Kreta eingesetzt. Auf dem kleinasiatischen Festland verfügten die Kontostephanoi über ausgedehnte Besitzungen im Tal des Großen Mäanders. Dort dürfte Nikephoros nach dem Sturz des Kaisers im Juli 1203, spätestens aber nach der Eroberung Konstantinopels durch die Kreuzfahrer im April 1204 Zuflucht gesucht haben.
Ähnlich wie andere mächtige Magnaten und Provinzgouverneure der Region wie Theodoros Mankaphas und Sabbas Asidenos nutzte offenbar auch Nikephoros Kontostephanos das durch den Kreuzzug erzeugte Machtvakuum, um am Mäander eine quasi-selbstständige Herrschaft zu etablieren. Ende 1205 oder Anfang 1206 war jedoch auch er gezwungen, die Oberhoheit des Kaiserreichs Nikaia als bedeutendstem byzantinischem Nachfolgestaat in Kleinasien anzuerkennen. Dafür verlieh ihm Kaiser Theodor I. Laskaris den Titel Sebastokrator (Vizekaiser), der bis dahin für nahe Verwandte des regierenden Kaisers reserviert gewesen war und den auch Sabbas Asidenos als Gegenleistung für seine formelle Unterwerfung erhalten hatte.
Letztmals wird Nikephoros im Februar 1216 in einer Urkunde eines Klosters am Latmosgebirge erwähnt.